# Pablo Bengoechea
Pablo Javier Bengoechea Dutra (* 27. Februar 1965 in Rivera, Uruguay) ist ein ehemaliger uruguayischer Fußballspieler und derzeitiger -trainer.

## Spielerkarriere

### Verein
Bengoechea begann seine Karriere 1985 bei den Wanderers aus Montevideo in der Primera División. 1987, in dem Jahr, in dem die Wanderers das Torneo Competencia gewannen, wechselte Bengoechea von den Wanderers zum FC Sevilla und spielte dort bis in die Saison 1991/92 in der höchsten spanischen Spielklasse. 135 Spiele und 26 Tore stehen für den Uruguayer als Bilanz bei den Spaniern zu Buche. In der Apertura 1992 absolvierte er dann 16 Begegnungen in der argentinischen Primera División für Gimnasia y Esgrima de La Plata und erzielte dabei fünf Treffer. Ab 1993 stand er bis zum Ende seiner Karriere im Jahr 2003 bei Peñarol in Montevideo unter Vertrag. Im Zeitraum seiner Vereinszugehörigkeit gewannen die Aurinegros siebenmal den uruguayischen Meistertitel (1993, 1994, 1995, 1996, 1997, 1999 und 2003). Zudem erreichte er mit seinem Klub in den Jahren 1993 und 1994 das Endspiel der Copa Conmebol. Bei der Copa Parmalat gewann er mit Peñarol in diesen beiden Jahren jeweils den Titel. 1997 war er mit zehn Toren der erfolgreichste Schütze in der uruguayischen Primera División.
Bengoechea absolvierte für die Aurinegros während seiner Karriere insgesamt 545 Partien (166 Tore), womit er nach Néstor Goncalves (574 Spiele) derjenige Spieler mit den meisten Einsätzen in der Historie Peñarols ist. Bengoechea ist darüber hinaus der Spieler Peñarols, der mit 35 im Rahmen der Meisterschaft bestrittenen Clásicos die meisten Einsätze in dieser Hinsicht in der Vereinsgeschichte aufweist. Wettbewerbsübergreifend lief er in 48 Clásicos auf und erzielte 26 Tore. (Stand der Ranglisten: 30. Juli 2011)

### Nationalmannschaft
Vom 2. Februar 1986 bis 12. Oktober 1997 absolvierte El Profesor 43 Länderspiele (sechs Tore) für die uruguayische Fußballnationalmannschaft. Mit ihr nahm er auch 1990 an der Weltmeisterschaft in Italien teil und kam dort zu einem Einsatz im Gruppenspiel gegen Belgien, wo er bei der 1:3-Niederlage den uruguayischen Treffer nach seiner Einwechslung beisteuerte. 1987 und 1995 wurde er als Teil des uruguayischen Aufgebots Sieger der Copa América. 1995 hatte er dabei im Finale durch seinen 1:1-Ausgleichstreffer, der das spätere Elfmeterschießen erst ermöglichte, entscheidenden Anteil am Titelgewinn. Bei der Austragung des Turniers im Jahr 1989 war er ebenfalls Teil des Kaders.

## Trainerlaufbahn
Im März 2014 wurde er Nachfolger seines Landsmanns Sergio Markarián, dessen Assistent er zuvor war, als Nationaltrainer von Peru. Nachdem wenige Tage zuvor sein Engagement bei der peruanischen Nationalelf aufgrund einer an die Präsidentschaftswahlen des peruanischen Fußballverbandes FPF gekoppelten und vom neuen Präsidenten Edwin Oviedo gezogenen Klausel-Option im eigentlich bis zur Copa América 2015 laufenden Vertrag endete, wurde Bengoechea am 23. Dezember 2014 als neuer Cheftrainer Peñarols ab dem Jahr 2015 vorgestellt. Das Amt trat er am 5. Januar 2015 an. Sein Trainerteam bestand aus den beiden Co-Trainern Óscar Aguirregaray und José Enrique De Los Santos, Modesto Turrén („preparador físico“) und Torwarttrainer Oscar Ferro. Am 22. Januar 2016 verkündete Juan Ahuntchaín, der Sportdirektor der „Aurinegros“, dass die Zusammenarbeit mit Bengoecheas beendet sei. Mitte November 2016 präsentierte der peruanischen Klub Alianza Lima ihn als neuen Trainer ab 1. Januar 2017.

## Erfolge

### Verein
- 7× Uruguayischer Meister: 1993, 1994, 1995, 1996, 1997, 1999 und 2003
- 2× Copa Parmalat: 1993, 1994
- Torneo Competencia: 1987
- Torschützenkönig der Primera Division: 1997

### Nationalmannschaft
- 2× Sieger der Copa América: 1987, 1995